# Titus Kipjumba Mbishei
Titus Kipjumba Mbishei (* 28. Oktober 1990 im Mount Elgon District, Provinz Western) ist ein kenianischer Langstreckenläufer.

## Leben
2008 gewann er Silber über 10.000 m bei den Leichtathletik-Juniorenweltmeisterschaften in Bydgoszcz und 2009 Silber beim Junioren-Rennen der Crosslauf-Weltmeisterschaften in Amman.
Ende 2009 siegte er bei der Course de l’Escalade, im Frühjahr 2010 bei den World 10K Bangalore.
Titus Kipjumba Mbishei wird von PACE Sports Management betreut.

## Persönliche Bestzeiten
- 3000 m: 7:50,23 min, 22. Juli 2008, Stockholm
- 5000 m: 13:27,54 min, 24. Mai 2008, Hengelo
- 10.000 m: 27:31,65 min, 9. Juli 2008, Bydgoszcz
- 10-km-Straßenlauf: 27:54 min, 23. Mai 2010, Bangalore